# ادنا زینلیان
ادنا زینلیان (ارمنی: Էդնա Զէյնալեան; زاده ۱۶ اردیبهشت ۱۳۳۳)، دکوراتور و طراح صحنه و لباس ارمنی‌تبار اهل ایران است.

## زندگی‌نامه
در خانواده‌ای اهل فرهنگ و هنر، در تهران به دنیا آمد. مادرش، سدا قازاریانس، از فعالان عرصهٔ هنر و دبیر هنرهای دستی و از مشوقان اصلی او برای ورود به عرصهٔ هنر طراحی بود. پدر ادنا، رافائل زینلیان، از دیگر مشوقان او در ورود به عرصهٔ هنر بوده‌است.
زینلیان دوران ابتدایی را در مدرسهٔ هور و دبیرستان را در مدرسهٔ کوشش مریم طی کرد و بنابر علاقه و استعدادی که در او بود در سال ۱۳۵۱ با ورود به رشتهٔ طراحی لباس در دانشگاه الزهرا یا فرح پهلوی سابق پا به دوران تازه ای از زندگی اش گذاشت. وی جزو اولین گروه از دانش آموختگانی است که در مقطع کارشناسی موفق به اخذ مدرک طراحی لباس شده‌است؛ از این رو ادنا زینلیان را مادر طراحی لباس در ایران لقب داده‌اند.
زینلیان در۱۰ اردیبهشت ۱۳۵۶ به استخدام تالار رودکی (اُپرا) درآمد. hدنا زینلیان در ۱۳۶۴ موفق به اخذ مدرک درجهٔ دو هنری (معادل کارشناسی ارشد) و در ۱۳۷۶ مدرک درجهٔ یک هنری (معادل دکتری) در رشتهٔ طراحی لباس از شورای ارزشیابی هنرمندان وزارت فرهنگ و ارشاد کشور شد. سال ۱۳۶۵ برای تدریس واحد طراحی لباس در مقطع کارشناسی ارشد کارگردانی نمایش به دانشگاه تربیت مدرس دعوت شد و تا سال ۱۳۷۱ به تدریس در این دانشگاه پرداخت.
زینلیان در کنار طراحی لباس در مورد کارهای صحنه ای و تلویزیونی در زمینه طراحی لباس برای نهادها و ارگان‌های سیاسی و نظامی نیز فعالیت درخور توجهی داشته‌است، از جمله طراحی لباس سپاه پاسداران انقلاب اسلامی و طراحی لباس کارکنان سازمان گسترش و نوسازی صنایع ایران (در شانزدهمین نمایشگاه بین‌المللی تهران) هر دو در سال ۱۳۶۹.
۱۰ اردیبهشت ۱۳۹۲ همزمان با روز جهانی تئاتر و در روز طراحان صحنه و لباس،

## زندگی خصوصی
در آبان ۱۳۵۸ با مهندس ولادیمیر وارتاپتیانس ازدواج کرد. این زوج ذر ۳ آذر ۱۳۶۲ صاحب دختری به نام آنا شدند که هم‌اکنون دانشجوی سال آخر دکتری در انگلستان است.

## آثار

### تئاتر
| نام نمایش                     | سال نمایش | نویسنده                        | کارگردان                 | محل نمایش                      |
| ----------------------------- | --------- | ------------------------------ | ------------------------ | ------------------------------ |
| مونتسرا                       | ۱۳۵۸      | محمدعلی جعفری                  | امانوئل روبلس            | تالار وحدت                     |
| فیزیکدان‌ها                    | ۱۳۵۹      | فردریک دورنمات                 | رضا کرم‌رضایی             | تالار وحدت                     |
| جانشین                        | ۱۳۵۹      | غلامحسین ساعدی                 | ایرج راد                 | تالار وحدت                     |
| بوعلی سینا                    | ۱۳۵۹      | مهدی محقق                      | آقای اسکویی              | مجموعه آزادی                   |
| بکت                           | ۱۳۶۰      | ژان آنوی                       | مجید جعفری               | تالار وحدت                     |
| الموت                         | ۱۳۶۰      | حسین مختاری                    | مجید جعفری               | سالن اصلی تئاترشهر             |
| مسلم بن عقیل                  | ۱۳۶۰      | احمد صادقی                     | احمد صادقی               | مجموعه آزادی                   |
| حر                            | ۱۳۶۰      | فرج‌الله سلحشور                 | فرج‌الله سلحشور           | تالار وحدت                     |
| دقیانوس                       | ۱۳۶۱      | گروه تحقیق آیت فیلم            | احمد سپاسدار و حسن زارعی | تالار وحدت                     |
| خانات                         | ۱۳۶۱      | رضا صابری                      | رضا صابری                | تالار وحدت                     |
| ۱۳۶۱                          | ملکوت     | حسین مختاری                    | حسین مختاری              | سالن اصلی تئاترشهر             |
| لومومبو                       | ۱۳۶۱      | امه سزر                        | هوشنگ توکلی              | سالن اصلی تئاترشهر             |
| مات                           | ۱۳۶۱      | اسماعیل سلطانیان               | حسین عابد                | سالن چهارسو                    |
| قصهٔ گل‌ها                      | ۱۳۶۱      | مجتبی یاسینی                   | مجتبی یاسینی             | سالن اصلی تئاترشهر             |
| آن‌ها مأمور اعدام خود هستند    | ۱۳۶۱      | محمود استادمحمد                | محمود استادمحمد          | سالن چهارسو                    |
| عنکبوت                        | ۱۳۶۱      | مهدی آفاق                      | مجید جعفری               | تالار وحدت                     |
| راه طویل سیمرغ                | ۱۳۶۱      | علی نقی رزاقی                  | علی نقی رزاقی            | تالار چهارسو                   |
| مسلم بن عقیل                  | ۱۳۶۱      | نسخه خطی                       | ابوالقاسم ثقفی           | تالار محراب                    |
| پرستوها                       | ۱۳۶۱      | سعید امیرسلیمانی               | سعید امیرسلیمانی         | تئاتر شهر                      |
| میرآب                         | ۱۳۶۱      | کریم اکبری مبارکه              | کریم اکبری‌مبارکه         | تئاتر شهر                      |
| دیار غریب                     | ۱۳۶۱      | احمد طالبی نژاد                | احمد طالبی‌نژاد           | تئاترشهر                       |
| کویر طبس                      | ۱۳۶۲      | عسگر قدس                       | عسگر قدس                 | سالن اصلی تئاتر شهر            |
| مخمصه                         | ۱۳۶۲      | مجید شاه محمدی                 | فرهاد مجدآبادی           | تالار سنگلج                    |
| شکست غروب                     | ۱۳۶۲      | رضا شالچی                      | رضا شالچی                | تالا ر وحدت                    |
| کمدی نطفهٔ شوم                 | ۱۳۶۲      | رضا کرم‌رضایی                   | رضا کرم‌رضایی             | تالار هنر                      |
| حنایی و روباه مکار            | ۱۳۶۲      | کریم اکبری مبارکه              | کریم اکبری‌مبارکه         | تالار هنر                      |
| دشمن                          | ۱۳۶۲      | مجید مظفری                     | مجید مظفری               | تالار محراب                    |
| کتل خاکی                      | ۱۳۶۲      | محمد بلش مازندرانی             | محمد بلش مازندرانی       | تالار وحدت                     |
| باز این چه شورش است؟          | ۱۳۶۲      | بر اساس دوازده بند اشعار محتشم | سیدکمال حاج سیدجوادی     | تالار وحدت                     |
| رحیل                          | ۱۳۶۲      | م. الف. فجر                    | کمال شهبازبگیان          | تالار وحدت                     |
| دکتر فاستوس                   | ۱۳۶۲      | کریستوفر مارلو                 | ایرج راد                 | تالار چهارسو                   |
| تراژدی کسری                   | ۱۳۶۲      | مجید جعفری                     | مجید جعفری               | سالن اصلی تئاتر شهر            |
| صیاد چگونه صید می‌شود؟         | ۱۳۶۲      | ابوالحسین ونده ور              | محمود ابراهیم‌زاده        | تالار وحدت                     |
| سنگر                          | ۱۳۶۲      | مجید مظفری                     | مجید مظفری               | تالار چهارسو                   |
| ما اهل کوفه نیستیم            | ۱۳۶۲      | عظیم موسوی                     | عظیم موسوی               | تالار وحدت                     |
| مستنطق                        | ۱۳۶۲      | جی. بی. پریستلی                | محمدعلی جعفری            | تالار وحدت                     |
| مدرس                          | ۱۳۶۲      | حسین مختاری                    | مجید جعفری               | سالن اصلی تئاتر شهر            |
| مرگ خوارزمشاه                 | ۱۳۶۳      | جواد خدادادی                   | جواد خدادادی             | تالار هنر                      |
| قصهٔ شب                        | ۱۳۶۳      | حسین جعفری                     | حسین جعفری               | تالار چهارسو                   |
| ماهان کوشیار                  | ۱۳۶۳      | رضا قاسمی                      | رضا قاسمی                | تالار چهارسو                   |
| ریشه‌ها عمیق اند               | ۱۳۶۴      | گوودوسو                        | آقای مشکاتی              | تالار هنر                      |
| آدم‌برفی                       | ۱۳۶۴      | حسین پرستار                    | حسین پرستار              | تالار چهارسو                   |
| خاطرهٔ دو دوشنبه               | ۱۳۶۴      | آرتور میلر                     | مجید جعفری               | سالن اصلی تئاتر شهر            |
| سگ ساده لوح                   | ۱۳۶۴      | محمد حسین اعلایی               | علی ابوالقاسمی           | تالار محراب                    |
| شهردار                        | ۱۳۶۴      | -                              | فردوس کاویانی            | تالار چهارسو                   |
| پایان آغاز                    | ۱۳۶۴      | شون اوکیسی                     | امیر سلیمانی             | تالار چهارسو                   |
| حادثه در صبح پاییز            | ۱۳۶۴      | ابوالقاسم معارفی               | ابوالقاسم معارفی         | تالار چهارسو                   |
| گل طلایی                      | ۱۳۶۴      | ابوالقاسم معارفی               | ابوالقاسم معارفی         | تالار وحدت                     |
| گاو                           | ۱۳۶۴      | غلامحسین ساعدی                 | محمدحسین اعلایی          | تالار وحدت                     |
| خودکشی                        | ۱۳۶۵      | آنتون چخوف                     | محمد پورحسین             | سالن اصلی تئاتر شهر            |
| عقاب دوسر                     | ۱۳۶۵      | ژان کوکتو                      | مجید جعفری               | سالن اصلی تئاتر شهر            |
| مرگ آوا                       | ۱۳۶۵      | توفیق الحکیم                   | سعید کشن فلاح            | تالار مولوی                    |
| حکم                           | ۱۳۶۵      | آتول فوگارد                    | سعید کشن فلاح            | تالار مولوی                    |
| سیزوئه بانسی مرده‌است          | ۱۳۶۵      | آتول فوگارد                    | مجید بهشتی               | تالار هنر                      |
| شهر آفتابگردان                | ۱۳۶۵      | حمید لیقوانی                   | حمید لیقوانی             | تالار هنر                      |
| دکتر کنوک                     | ۱۳۶۵      | ژول رومن                       | ایرج راد                 | سالن اصلی تئاتر شهر            |
| سوفکل                         | ۱۳۶۶      | آژاکس                          | قطب‌الدین صادقی           | سالن اصلی تئاتر شهر            |
| نمایش زار                     | ۱۳۶۶      | حسین احمدی نسب                 | شهره لرستانی             | تالار چهارسو                   |
| سلطان مار                     | ۱۳۶۶      | بهرام بیضایی                   | شهره لرستانی             | سالن اصلی تئاتر شهر            |
| پرده برداری                   | ۱۳۶۶      | تاجبخش فنائیان                 | تاجبخش فنائیان           | تالار مولوی                    |
| ازدواج آقای می‌سی‌سی‌پی          | ۱۳۶۶      | فردریک دورنمات                 | حمید سمندریان            | تالار وحدت                     |
| دیلی بای و آهو                | ۱۳۶۶      | عباس معروفی                    | مریم معترف               | سالن اصلی تئاتر شهر            |
| رومولوس کبیر                  | ۱۳۶۷      | فردریک دورنمات                 | حمید سمندریان            | تالار وحدت                     |
| ناهار لعنتی                   | ۱۳۶۷      | موریس هنگن                     | امیر سلیمانی             | سالن اصلی تئاتر شهر            |
| تبعیدی                        | ۱۳۶۷      | اعظم بروجردی                   | محمود عزیزی              | تالار چهارسو                   |
| من به باغ عرفان               | ۱۳۶۷      | پری صابری                      | پری صابری                | تالار وحدت                     |
| توراندخت                      | ۱۳۶۷      | رضا کرم‌رضایی                   | رضا کرم‌رضایی             | سالن اصلی تئاتر شهر            |
| تاجر ونیزی                    | ۱۳۶۷      | ویلیام شکسپیر                  | تاجبخش فنائیان           | مولوی و تالار وحدت             |
| بلیت تئاتر                    | ۱۳۶۷      | کارل فالنتین                   | هایده حائری              | تئاتر شهر، سالن ۲              |
| گرگ گرگ است                   | ۱۳۶۷      | مسلم قاسمی                     | مسلم قاسمی               | تئاتر شهر، سالن ۲              |
| خداحافظ                       | ۱۳۶۷      | حسین جعفری                     | حسین جعفری               | تئاتر شهر سالن ۲               |
| بل بوقی                       | ۱۳۶۷      | آبلیان                         | یلنا یقیازاریان          | باشگاه آرارات                  |
| خلوت‌نشین پرهیاهو              | ۱۳۶۷      | علی نقی رزاقی                  | علی‌نقی رزاقی             | تالار وحدت                     |
| تولد                          | ۱۳۶۷      | آرمان گاتی                     | رکن الدین خسروی          | سالن اصلی تئاتر شهر            |
| آخر بازی                      | ۱۳۶۸      | ساموئل بکت                     | پروانه مژده              | تالار چهارسو                   |
| واتسلاو                       | ۱۳۶۸      | اسلاومیر مروژک                 | داوود دانشورسعید کشن‌فلاح | سالن اصلی تئاتر شهر            |
| مکبرد                         | ۱۳۶۸      | باربارا گاراسون                | تاجبخش فنائیان           | تالار وحدت                     |
| تراژدی اسفندیار               | ۱۳۶۹      | علی چراغی                      | حسین فرخی                | تالار وحدت                     |
| پرواز از قفس                  | ۱۳۶۹      | مسلم قاسمی                     | محمود فرهنگ              | سالن اصلی تئاتر شهر            |
| پرندهٔ سبز                     | ۱۳۷۱      | بنو بسون                       | محمود عزیزی              | سالن اصلی تئاتر شهر            |
| المیرا در آتش                 | ۱۳۷۱      | حسین فرخی                      | حسین فرخی                | تالار وحدت                     |
| آن شب که تورو زندانی بود      | ۱۳۷۲      | جروم لاورنس روبرت ای. لی       | مجید جعفری               | سالن اصلی تئاتر شهر            |
| ماهان کوشیار                  | ۱۳۷۲      | رضا قاسمی                      | ایرج راد                 | تالار چهارسو                   |
| تراژدی اسفندیار               | ۱۳۷۳      | علی چراغی                      | حسین فرخی                | تاجیکستان، دوشنبه              |
| حرا                           | ۱۳۷۷      | نصرالله قادری                  | نصرالله قادری            | تالار چهارسو                   |
| بایگانی                       | ۱۳۷۷      | محمد کاسبی                     | محمد کاسبی               | تالار چهارسو                   |
| حکایت مطربان این دیار         | ۱۳۷۷      | بهرام بیضایی                   | رحمان یوسفی‌آزاد          | تالار کوچک                     |
| مجلس نامه                     | ۱۳۷۸      | محمد رحمانیان                  | محمد رحمانیان            | تالار چهارسو                   |
| بازی استریندبرگ               | ۱۳۷۸      | فردریک دورنمات                 | حمید سمندریان            | تالار چهارسو                   |
| ماهان                         | ۱۳۷۹      | منوچهر یاری                    | منوچهر یاری              | سالن اصلی تئاتر شهر            |
| صعود مقاومت پذیر آرتور وائویی | ۱۳۷۸      | برتولت برشت                    | مجید جعفری               | سالن اصلی تئاتر شهر            |
| تعزیهٔ حر                      | ۱۳۷۹      | مجید جعفری                     | مجید جعفری               | سالن اصلی تئاتر شهر            |
| هفت کردار                     | ۱۳۸۰      | هرمز هدایت                     | هرمز هدایت               | سالن اصلی تئاتر شهر            |
| زمستان                        | ۱۳۸۳      | امید سهرابی                    | هما روستا                | تالار چهارسو                   |
| ویتسک                         | ۱۳۸۳      | گئورک بوخنر                    | مسعود دلخواه             | تالار مولوی                    |
| مکبث                          | ۱۳۸۳      | ویلیام شکسپیر                  | حسین فرخی                | تالار نو                       |
| رومئو و ژولیت                 | ۱۳۸۴      | ویلیام شکسپیر                  | حسین فرخی                | تالار نو                       |
| سانتا کروز                    | ۱۳۸۴      | ماکس فریش                      | هما روستا                | تالار چهارسو                   |
| زکریای رازی                   | ۱۳۸۴      | عبدالحی شماسی                  | مجید جعفری               | تالار وحدت                     |
| به درود امپراتور              | ۱۳۸۵      | هنریک ایبسن                    | علی پویان                | سالن اصلی تئاتر شهر            |
| یادگار زریران                 | ۱۳۸۷      | قطب‌الدین صادقی                 | قطب‌الدین صادقی           | تالار چهارسو                   |
| عیش و نیستی                   | ۱۳۸۷      | تیری مونیه                     | ایرج راد                 | تالار چهارسو                   |
| سیر روز در شب                 | ۱۳۸۷      | یوجین اونیل                    | اکبر زنجانپور            | تالار چهارسو                   |
| سمفونی بیداری                 | ۱۳۸۷      | حسین فرخی                      | حسین فرخی                | تالار وحدت                     |
| خدا در آلتونا حرف می‌زند       | ۱۳۸۸      | محمد ابراهیمیان                | مسعود دلخواه             | تالار چهارسو                   |
| گفتگو با باد                  | ۱۳۸۹      | اصغر خلیلی                     | فرشاد منظوفی‌نیا          | تالار سایه                     |
| ای کچل‌ها                      | ۱۳۹۰      | صادق آشورپور                   | صادق آشورپور             | تالار سنگلج                    |
| مکبث                          | ۱۳۹۰      | ویلیام شکسپیر                  | حسین فرخی                | ارمنستان، جشنوارهٔ تئاتر شکسپیر |
| رومئو و ژولیت                 | ۱۳۹۰      | ویلیام شکسپیر                  | حسین فرخی                | ارمنستان، جشنوارهٔ تئاتر شکسپیر |
| دایی وانیا                    | ۱۳۹۲      | آنتون چخوف                     | اکبر زنجانپور            | سالن اصلی تئاتر شهر            |
| سقراط                         | ۱۳۹۲      | حمیدرضا نعیمی                  | حمیدرضا نعیمی            | تالار وحدت                     |

### سینما و تلویزیون
| نام نمایش                      | سال تولید | کارگردان       | شبکه        |
| ------------------------------ | --------- | -------------- | ----------- |
| تله‌تئاتر "سیوم هوت"            | ۱۳۶۲      | مجید جعفری     | شبکهٔ ۱      |
| زندان دوله تو                  | ۱۳۶۲–۱۳۶۰ | رحیم رحیمی     | پخش سینمایی |
| ما می‌توانیم                    | ۱۳۶۴      | مجتبی یاسینی   | شبکهٔ ۱      |
| مرغ حق                         | ۱۳۶۷–۱۳۶۸ | مجید جعفری     | شبکهٔ ۱      |
| تله‌تئاتر "گاه خنکی سپیده دمان" | ۱۳۷۱      | حسین فرخی      | شبکهٔ ۲      |
| ایوب پیامبر                    | ۱۳۷۳      | فرج‌الله سلحشور | شبکهٔ ۲      |
| مجموعهٔ دست‌های آلوده            | ۱۳۷۶      | حسین فرخی      | شبکهٔ ۳      |
| تله‌تئاتر "ارزش"                | ۱۳۷۸      | حسین فرخی      | شبکهٔ ۳      |
| تله‌تئاتر "پول"                 | ۱۳۷۸      | حسین فرخی      | شبکهٔ ۴      |
| تله‌تئاتر "عشق به افق خورشید"   | ۱۳۷۸      | حسین فرخی      | شبکهٔ ۴      |

## جشنواره‌ها
- نمایش «تراژدی اسفندیار» در همایش بین‌المللی هزاره فردوسی در تهران به روی صحنه رفت و در سال ۱۳۷۳ نیز در تاجیکستان به مناسبت بزرگداشت فردوسی به اجرا درآمد.

## داوری
داوری مسابقات تئاتری و طراحی لباس را نیز باید به مجموعه فعالیت‌های کارشناسانهٔ زینلیان افزود. او … را نیز در کارنامهٔ خود دارد.
- داوری در چهارمین جشنوارهٔ تئاتر کوثر در ۱۳۸۳
- داوری پنجمین دورهٔ جشنوارهٔ تئاتر بانوان در ۱۳۸۴
- داوری جشنوارهٔ لباس فولکلور کشورهای مختلف در انجمن فرهنگی هنری سیپان در ۱۳۸۴
- داوری بالماسکه در انجمن فرهنگی باشگاه آرارات در ۱۳۸۵
- داوری در مسابقهٔ طراحی لباس دانشجویی در ۱۳۸۷ و ۱۳۸۸

## جوایز و افتخارات
در طی بیش از ۳۷ سال فعالیت هنری، جوایز و دیپلم‌های بی شماری برای خلق آثار طراحی لباس به ادنا زینلیان تعلق گرفته‌است، از جمله:
- سکهٔ یادمان یونسکو (سازمان ملل) برای طراحی لباس نمایش هزارهٔ بوعلی در ۱۳۵۹
- لوح تقدیر سازمان گسترش و نوسازی و سپاه پاسداران انقلاب اسلامی در ۱۳۶۹
- تقدیرنامهٔ وزارت فرهنگ و ارشاد اسلامی برای نمایشگاه تاریخ صد سالهٔ لباس بانوان در ۱۳۷۱
- دیپلم افتخار و تندیس به خاطر فعالیت‌های مستمر در سینما، تئاتر و تلویزیون از سوی باشگاه آرارات در ۱۳۷۱
- لوح تقدیر نخستین نمایشگاه بین‌المللی حجاب در روز جهانی تئاتر در ۱۳۷۴
- دیپلم افتخار و تندیس جشنوارهٔ بین‌المللی فجر برای طراحی لباس نمایش زکریای رازی ۱۳۸۴
- لوح سپاس پیشکسوتان عرصهٔ فرهنگ و هنر

و جوایز متعدد از جشنواره‌های مختلف تئاتر فجر و سایر جشنواره‌های تئاتری که همگی نتیجهٔ حضور پر رنگ و تأثیرگذار این طراح لباس هنرمند است.

## سخنرانی‌ها
وی طی سال‌های متمادی به ایراد سخنرانی‌های تخصصی بسیاری در خصوص مقولهٔ تخصصی طراحی صحنه و لباس، جایگاه مد و آسیب‌شناسی طراحی لباس پرداخته که از جملهٔ آن‌ها می‌توان به موارد زیر اشاره کرد:
- «پژوهش‌های آسیب‌شناسی لباس بازیگران زن در مجموعه‌های ایرانی»، صدا و سیمای جمهوری اسلامی ایران
- «پروژهٔ تحقیقی ساماندهی پوشاک بانوان» وزارت ارشاد، ۱۳۷۵
- «آسیب‌شناسی طراحی لباس تئاتر»، خانهٔ هنرمندان، ۱۳۸۳
- «جایگاه مد و لباس در زندگی روزمره»، انجمن دانشگاهیان ارمنی، ۱۳۸۴
- «تفاوت‌های طراحی لباس مد و صحنه»، دانشگاه شریعتی، ۱۳۸۵
- «طراحی لباس مد و تروکاژ»، انجمن بانوان ارمنی تهران، ۱۳۹۲

## عضویت‌ها و مسئولیت‌ها
- مسئول آرشیو لباس تالار وحدت از ۱۳۵۶
- مسئول کارگاه‌های لباس واحد طراحان صحنه و لباس
- سرپرستی ادارهٔ طراحی و کارگاه‌های مرکز هنرهای نمایشی وزارت فرهنگ و ارشاد اسلامی در دههٔ ۷۰
- عضویت در هیئت مدیرهٔ انجمن طراحان صحنه و لباس تئاتر ایران